# Magic Years
A Magic Years a brit Queen együttes 1987-ben megjelent videótrilógiája, amely a zenekar történetét dolgozza fel az 1960-as évek végétől kezdve egészen 1986-ig. A három részre bontott retrospektív dokumentumfilmet Rudi Dolezal és Hannes Rossacher (a Torpedó Ikrek) készítették két éven keresztül.
A videó ritkaság koncertfelvételeket, koncertek előtt és után, illetve lemezkészítés közben felvett jeleneteket tartalmaz, amelyet a Queen tagjaival készült korabeli interjúk, illetve olyan hírességek, mint Bob Geldof, Jeff Beck, David Bowie, Elton John, Phil Collins, Roger Daltrey, Little Richard, Paul McCartney, Ringo Starr, Keith Richards, Rod Stewart és mások nyilatkozatai egészítenek ki.
A filmben elhangzó dalok nem teljes egészében, csak részleteikben szólalnak meg, mintegy zenei illusztrációként a történethez. Jórészt a Magic Years trilógia anyagára építve jelent meg 1995-ben a Champions of the World dokumentumfilm, amely 1992-ig kibővítve dolgozza fel a Queen teljes történetét.